# عبد الرحمن رجب
عبد الرحمن رجب، لاعب كرة قدم قطري من أصول مصرية يلعب حالياً في نادي الوعب.

## مسيرة اللاعب
لعب في نادي الخور ونادي الوعب.

## روابط خارجية
- عبد الرحمن رجب على موقع قاعدة بيانات كرة القدم.إي يو (الإنجليزية)
- عبد الرحمن رجب على موقع Soccerway.com (الإنجليزية)
- عبد الرحمن رجب على موقع كووورة